# Amtsgericht Wolfratshausen
Das Amtsgericht Wolfratshausen ist ein Gericht der ordentlichen Gerichtsbarkeit und eines von 73 Amtsgerichten in Bayern. Der Sitz des Gerichts befindet sich in der Bahnhofstraße 18 in Wolfratshausen.

## Zuständigkeitsbereich
Das Amtsgericht ist für den Landkreis Bad Tölz-Wolfratshausen örtlich zuständig (Art. 5 des Gesetzes über die Organisation der ordentlichen Gerichte im Freistaat Bayern).

## Geschichte
Mit Inkrafttreten des Gerichtsverfassungsgesetzes am 1. Oktober 1879 wurden Amtsgerichte in Wolfratshausen und Bad Tölz (bis 1899 Tölz) gebildet, deren Sprengel identisch mit dem der vorhergehenden Landgerichte Wolfratshausen bzw. Tölz war. Das Amtsgericht Bad Tölz bestand bis 1973. Der Gerichtssprengel des aufgelösten Amtsgerichts Bad Tölz wurde dem Amtsgericht Wolfratshausen zugeordnet.